# Jim Morrison
James Douglas Morrison (8. december 1943 – 3. juli 1971), var sanger og sangskriver i det internationalt kendte band The Doors fra USA.
Han skrev også flere digtsamlinger og producerede to prisbelønnede film.
Han blev født 8. december 1943 i Melbourne, Florida som søn af Steve og Clara Morrison.
Begge forældre var ansat i den amerikanske flåde, og pga. forældrenes udstationeringer i embeds medfør bar hans barndom præg af mange flytninger.
Han blev opdraget i et konservativt hjem, men kom til at leve et liv med et livssyn, der klart adskilte sig fra forældrenes.
Jim Morrison var en søgende sjæl som stadig var på udkig efter nye oplevelser og sensationer, og levede et bohemeliv i Californien.
Han begyndte på University of California i Los Angeles (UCLA) og mødte, i blandt sine medstuderende, flamenco guitaristen Robby Krieger,og Ray Manzarek som spillede i bandet Rick & the Ravens.
Jim kom med i bandet, og efteråret 1965 indspillede de en plade med seks sange, blandt andet Moonlight drive, Summer's almost gone og Break on through.

Bandet skiftede navn til The Doors, efter bogen The Doors of Perception af Aldous Huxley, som selv havde lånt titlen fra en linje i et digt af William Blake: «When the doors of perception are cleansed / Things will appear as they are, Infinite». Udover Huxley og Blake, var Morrison også interesseret i Antonin Artaud, Athur Rimbaud, Charles Baudelaire, Jack Kerouac m.fl.
The Doors udgav deres første plade i januar 1967 og opnåede international berømmelse.
Jim Morrison levede et hårdt liv med et stort forbrug af diverse narkotiske stoffer, hvor LSD var favoritten.
Dette afspejler sig i musikken, som ofte bærer præg af mystik og psykedelia.
Jim Morrison forlod The Doors lige efter udgivelsen af den sjette plade, bandet indspillede, L.A. Woman.
Han flyttede i marts 1971 til Paris, Frankrig for at kunne koncentrere sig om sit forfatterskab.
Der levede han, til han 3. juli 1971 blev fundet død i sit hjem i 17 Rue Beautreillis.
Jim Morrison blev 27 år og er derfor medlem af Klub 27.
Han er begravet på kirkegården Père-Lachaise i Paris, og graven bliver besøgt af store mængder fans og turister. Den sten, der er på graven nu, er den anden. Den første blev stjålet. Kirkegården har vagter ved graven døgnet rundt, da der stadig valfarter mange fans, som ikke alle er lige respektfulde.

## Bøger
- Lisciandro, Frank Morrison : a feast of friends, London 1991